# Microctenopoma intermedium
Microctenopoma intermedium — тропічний прісноводний вид риб з родини анабасових (Anabantidae).
Була описана Пеллегріном 1920 року на підставі чотирьох зразків з верхньої Замбезі. Згодом вид щез із наукової літератури. Це призвело до певної плутанини в таксономії роду. Зразки так званої чорноцяткової ктенопоми (англ. Blackspot Climbing Perch) з Південної Африки в 1940-1960-х роках ідентифікували як Ctenopoma ctenotis  (Boulenger, 1920) або Ctenopoma nanum  Günther, 1896. Згодом було визначено, що типові зразки Ctenopoma ctenotis з річки Лукуга, що на захід від озера Танганьїка, насправді належать до виду Ctenopoma muriei  (Boulenger, 1906). Остаточно ситуація була врегульована 1988 року, коди був зроблений повторний опис Ctenopoma intermedium  (Pellegrin, 1920), який підтвердив, що південноафриканські зразки чорноцяткової ктенопоми належать саме до цього виду. Що стосується Microctenopoma intermedium та Microctenopoma nanum, то це два близькі, хоча й відмінні види, вони погано розмежовуються морфологічно, але мають різні райони поширення. Microctenopoma nanum — це лісовий вид, що водиться переважно в басейні річки Конго. Натомість Microctenopoma intermedium зустрічається далі на південь, за межами вологого тропічного лісу.
Microctenopoma intermedium отримала свою назву (лат. intermedium=«проміжний», «посередині») зважаючи на її проміжне положення між відомими на той час спорідненими видами M. nanum і M. ansorgii.
Місцеві жителі споживають цю риби в їжу, а ще її ловлять для торгівлі акваріумними рибами.

## Опис
Це невелика риба зі струнким, видовженим, приблизно еліпсоподібної форми тілом. Найбільший із типових зразків M. intermedium має розмір 47 мм стандартної (без хвостового плавця) й 62 мм загальної довжини. Загалом вид виростає до 50-55 мм стандартної довжини. Висота тіла становить 27,3-34,6 %, а його товщина в передній частині — 14,9-20,5 % стандартної довжини, позаду тіло стає більш стиснутим із боків. Хвостове стебло коротке й високе, його висота становить 12,4-17,6 %, а довжина — лише 2,1-7,8 % стандартної довжини.
Довжина голови — 31,4-36,1 % стандартної довжини, її висота — 74,6-88,9 % довжини голови. Очі відносно невеликі (діаметр орбіт становить 22,1-31,4 % довжини голови), посунуті вперед (посторбітальна довжина 51,1-62,0 % довжини голови), міжорбітальна відстань 17,0-26,0 % довжини голови. Морда округла, коротка (17,9-22,8 % довжини голови). Верхній профіль голови м'яко випуклий. Рот кінцевий, може висовуватись, його довжина становить 26,4-33,5 % довжини голови, сягає місця нижче передньої половини ока й проходить під кутом приблизно 35 градусів до горизонталі. Нижня щелепа та передщелепна кістка оснащені зубами. На піднебінні зубів немає. Губи добре розвинені й помірно м'ясисті. Ніздрі широко розставлені, трубчастий передній отвір розташований над вирізом верхньої щелепи, ямкоподібний задній отвір — поряд із верхнім переднім краєм орбіти ока.
Краї зябрових кришок мають виріз, вище за нього є 6-8 невеликих шипів, ще 3-4 шипи — нижче за виріз. Біля основи першої зябрової дуги розташовано 4-8 дуже коротких, але міцних зябрових тичинок. У камері вище зябрових дуг знаходиться лабіринтовий орган. Це допоміжний орган дихання, який дозволяє рибам використовувати кисень з повітря. Риби ковтають повітря з поверхні води, й воно потрапляє в лабіринтовий орган, де відбувається газообмін. У M. intermedium лабіринтовий орган простий, у формі єдиної вигнутої ламелі, складки якої насичені кровоносними судинами.
25-28 хребців. Бічна лінія неповна, пряма, розділена на верхню та нижню частини. Система бічної лінії голови добре розвинена, має 22 пори. Тіло й більша частина голови вкриті лусками. Луски шорсткі, ктеноїдні, лише в окремих областях голови є циклоїдні луски. 23-30 лусок у бічній лінії, один ряд лусок між верхньою та нижньою частинами бічної лінії. Дрібними лусочками вкриті основи спинного, анального та хвостового плавців.
Спинний плавець орієнтований у довжину (довжина його основи становить 57,2-64,0 % стандартної довжини), він починається майже відразу за головою (предорсальна довжина 36,2-42,6 % стандартної), має 14-18 твердих і 6-10 м'яких променів. Довжина твердих променів спинного плавця поступово зростає, для останнього з них вона становить трохи менше половини довжини голови. М'які промені довші за тверді, їхня довжина становить від половини до двох третин довжини голови. Анальний плавець схожий зі спинним, але коротший, починається навпроти середини твердопроменевої частини спинного плавця, довжина основи анального плавця становить 34,4-41,9 % стандартної довжини. В анальному плавці 7-10 твердих і 6-11 м'яких променів. Грудні плавці округлі, мають по 10-14 променів, їхня довжина становить 19,6-31,3 % стандартної довжини. Довжина черевних плавців — 8,9-12,6 % стандартної, в складеному стані в молодих риб вони сягають початку анального плавця, а в дорослих виростають довшими. Кінчики черевних плавців трохи подовжені й загострені на кінці. Перший промінь цих плавців твердий, його довжина становить менше половини довжини плавця. Хвостовий плавець округлий.
Основне забарвлення коричневе з темнішими, майже чорними поперечними смугами на тілі. Кількість смуг може коливатися від 7 до 13. Ще 3-4 темні смужки радіально відходять від ока в напрямку заднього краю зябрових кришок. Велика чорна пляма розташована біля основи хвостового плавця, вона краще помітна в молодих риб. Спина темніша. Спинний та анальний плавці темно-коричневі, майже чорні, кінчики складок між їхніми твердими променями часто бувають білими. Промені грудних плавців коричневі, міжпроменеві мембрани — безбарвні. Черевні плавці можуть бути однотонними темно-коричневими або чорними або ж таке забарвлення в них має лише середина, а передня та задня частини кремові.
Існують певні відмінності в забарвленні окремих особин. Зокрема, деякі зразки не мають смуг на тілі, натомість у них присутній нерівномірний «мармуровий» малюнок. Але певних географічних варіацій, які б відрізнялися за характером забарвлення, в цього виду не було виявлено.
Самці трохи більші за самок, мають подовжені спинний та анальний плавці, більш барвисті, особливо в збудженому стані. Зрілі самки відрізняються припухлим черевом. Під час нересту в самців з'являється чудове синє та чорне забарвлення на плавцях і голові.
M. intermedium дуже схожа з M. nanum, відрізняється від свої родички меншим ротом, більш струнким тілом та довшою основою анального плавця. Смуги на тілі в M. intermedium вужчі й не такі рівні, як у M. nanum, не поширюються на плавці, серединки плавців у M. intermedium часто темні.

## Поширення
Microctenopoma intermedium населяє окремі райони Центральної, Південної та Східної Африки. Основний ареал включає басейн верхньої Замбезі, річку Кафуе, південні притоки Конго, включаючи системи Кванго, Квілу (фр. Kwilu), Лулуа (англ. Lulua), верхньої Луалаби (англ. Lualaba) та Луапула-Мверу (англ. Luapula-Mweru), а також болотні райони басейну Окаванго. В Східній Африці присутня в озері Малаві, в нижній течії Шире, болотах нижньої Замбезі, нижньої Пунгве (англ. Pungwe) та Бузі (англ. Buzi). Ще один анклав M. intermedium знаходиться в районі Мапуталенд (англ. Maputaland) на півночі південноафриканської провінції Квазулу-Наталь, в системі естуарійного озера Сент-Люсія (англ. St Lucia): озеро Бангазі (англ. Bangazi) та болота річки Мкузе (англ. Mkuze).
Звичайним середовищем існування Microctenopoma intermedium є мілкі водойми з густою рослинністю. Їхня глибина може становити лише кілька сантиметрів. Вид водиться на прибережних ділянках річок, озер, лагун та каналів. Особливо полюбляє болота та заплави. Зустрічається також у заповнених водою стежках, прокладених бегемотами до річки.
Microctenopoma intermedium має широке розповсюдження. Скрізь зустрічається доволі часто й є звичайною рибою. Для існування виду немає серйозних загроз. Проте мілководне середовище проживання робить його сприйнятливим до розпилення інсектицидів з повітря. Існує також загроза знищення середовищ існування Microctenopoma intermedium через осушення боліт та регуляцію стоку річок. Вид отримує певну охорону в заповідниках Південної Африки.

## Біологія
Це дуже маленькі рибки, що живуть у гущавині прибережних рослин, зазвичай на мулистому ґрунті, в спокійній воді. Зустрічаються в річках, озерах, лагунах, болотах, заплавах. Вид толерантний до екстремальних умов.
Харчується дрібною їжею тваринного походження: личинки комах, ракоподібні, а також наземні комахи, що потрапляють у воду, та інші дрібні організми.
Microctenopoma intermedium нереститься з використанням гнізд із бульбашок. Самець будує гніздо на поверхні води. Нерест відбувається під гніздом. Ікра плавуча, вкладається в гніздо й перебуває під охороною самця.